# 芮杏文
芮 杏文（ぜい きょうぶん、ルイ・シンウェン、1927年4月1日 - 2005年6月5日）は、中華人民共和国の政治家。江沢民の前の上海市党委員会書記。

## 来歴
上海市党委書記時代、改革派と目されていた芮杏文は、当時上海市長だった江沢民と対立していた。趙紫陽は両者の衝突を避けるため、1987年の党大会前に芮杏文を宣伝担当の党中央書記処書記に任命している。中央宣伝思想工作指導小組副組長として胡啓立と共に宣伝工作を担当した。しかし、第13期1中全会では江沢民が中央政治局入りを果たして上海市党委書記に昇格したのに対し、芮杏文は中央委員のままだった。
1989年6月の第13期4中全会で趙紫陽が党総書記を解任され失脚。芮杏文も、趙紫陽を支えた胡啓立や閻明復と共に失脚し、中央書記処書記を解任された。
1991年6月、胡啓立、閻明復と同時に復活。国家計画委員会副主任（部長級）に就任した。1993年、第8期全国政治協商会議常務委員。
2005年6月5日、北京市内で死去。